# Віддалена мала планета
Віддалена мала планета (англ. Distant minor planet), також Віддалений об'єкт — це будь-яка мала планета, виявлена за межами орбіти Юпітера у зовнішній Сонячній системі, яку зазвичай не вважають астероїдом. Цей термін використовується Міжнародним астрономічним союзом в Центрі малих планет, який відповідає за ідентифікацію, позначення та обчислення орбіт цих об'єктів. Станом на липень 2020 року Центр малих планет мав у своїй базі 3929 віддалених об'єктів.
Більшість віддалених малих планет — це транснептунові об'єкти або кентаври, в меншій мірі — це дамоклоїди, троянські астероїди Нептуна або троянські астероїди Урана. Усі віддалені малі планети мають головну піввісь орбіти (середню відстань від Сонця) більшу за 6 астрономічних одиниць. Цей поріг, який знаходиться за межами орбіти Юпітера (5,2 а.о.), гарантує, що переважна більшість «справжніх астероїдів» — таких як навколоземні об'єкти або астероїди, що перетинають орбіту Марса, астероїди головного поясу та троянські астероїди Юпітера — виключені зі списку віддалених малих планет.